# 大塚よしたか
大塚 よしたか（おおつか よしたか、1971年〈昭和46年〉10月20日 - ）は、日本の元俳優。東京都出身。元オフィス松田所属。

## 略歴・人物
趣味・特技は、格闘技・乗馬・水泳・ビリヤード。主な出演作は『仮面ライダークウガ』、『座頭市』、北野武監督作品など。
一般社団法人映像コンテンツ権利処理機構においては不明権利者とされている。

## 出演

### テレビドラマ
- 冷たい月（1998年2月23日、読売テレビ） - 第7話 刑事 役
- ドンウォリー!（1998年、関西テレビ） - マコト 役
- 美少女H（1998年8月31日、フジテレビ） - 第19回 本田広幸 役
- 世にも奇妙な物語（1998年、フジテレビ） - 男子社員 役
- 山村美紗サスペンス 赤い霊柩車シリーズ「女相続人死を呼ぶダイヤ」（1998年12月25日、フジテレビ） - 林陽介 役
- 月曜ドラマスペシャル「リストラ刑事 人情派刑事が妻にも言えず突然辞表を出した…」（1999年2月1日、TBS） - 菅野 役
- サラリーマン金太郎（1999年、TBS） - 光男 役
- 美少女H2（1999年、フジテレビ） - 清水雄一 役
- 美少女H3「少女たちの異常体験」（1999年4月12日・9月27日、フジテレビ） - 第1作 水谷刑事、第6作 千葉拓哉 役
- 傷だらけの女（1999年、関西テレビ） - ユウジ 役
- 元禄繚乱（1999年8月15日、NHK） - 第32話 道場の門下生 役
- 仮面ライダークウガ（2000年、テレビ朝日） - 椿秀一 役[3]
- サラリーマン金太郎2（2000年、TBS） - 光男 役
- 水戸黄門 第28部（2000年5月1日、TBS） - 第8話 武田数馬 役
- ヒューマンドラマスペシャル「孫」（2000年、フジテレビ） - 中野博之 役
- 億万長者と結婚する方法（2000年7月12日、日本テレビ） - 第2話ゲスト
- 多重人格探偵サイコ（2000年、WOWOW） - 研修医B 役
- 火曜サスペンス劇場 小京都ミステリー「長崎ビードロ殺人事件（2000年8月15日、日本テレビ）
- はみだし刑事情熱系 PART6（2001年10月10日、テレビ朝日） - 第2話ゲスト
- サラリーマン金太郎3（2002年、TBS） - 光男 役
- 世にも奇妙な物語 秋の特別編「赤い鳥、小鳥、なぜなぜ赤い」（2002年10月3日、フジテレビ） - 研究員助手 役
- 子連れ狼（2002年10月28日、テレビ朝日） - 第3話 政吉 役
- ケータイ刑事 銭形愛（2002年、BS-i） - 第12話 楠田則男 役
- 彼女たちのクリスマス イブの夜に贈る4人の女性の物語 （2002年12月24日、関西テレビ）
- 刑事☆イチロー（2003年、TBS） - 第3話・7話 寿司屋 太一 役
- 子連れ狼 第二部（2003年9月1日、テレビ朝日） - 第8話 政吉 役
- 慶次郎縁側日記 第2シリーズ（2005年11月11日、NHK） - 第6話ゲスト
- 剣客商売スペシャル「女用心棒」（2006年、フジテレビ） - 横川小金吾 役

### バラエティ
- Harajukuロンチャーズ（2001年、BS朝日） - ゲスト

### 映画
- 汚い奴（1995年8月12日公開）
- 人間の翼 最後のキャッチボール（1996年6月29日公開、CINEMA CRAFT） - 近藤清 役
- キッズ・リターン（1996年7月27日公開、オフィス北野/ユーロスペース） - 森尾 役
- 宮澤賢治 その愛（1996年9月14日公開、松竹） - 河本 役
- アドレナリンドライブ（1999年6月12日公開、日本出版販売/ゼアリズエンタープライズ） - ヤンキー 役
- 現実の続き 夢の終わり（2000年4月29日公開、日活） - 伊藤健 役
- ボクの、おじさん THE CROSSING（2000年5月13日公開、シグロ） - 雄太 役
- 極道の妻たち リベンジ（2000年7月22日公開、東映ビデオ） - 安藤 役
- 忘れられぬ人々（2000年9月15日公開、ビターズ・エンド/タキコーポレーション） - 三好医師 役
- 莟みし花 〜本郷村善九郎と大原騒動〜（2002年公開）
- 突入せよ! あさま山荘事件（2002年5月11日公開、東映） - 警視庁第二機動隊平井隊員 役
- Dolls（2002年10月12日公開、オフィス北野/松竹） - 松本の友人 役
- わたしのグランパ（2003年4月5日公開、東映） - 篠 役
- プレイガール（2003年4月12日公開、東映ビデオ） - 小出 役
- 座頭市（2003年9月6日公開、オフィス北野/松竹） - 銀蔵一家のチンピラ 役
- メールで届いた物語 3話目「アボカド納豆。」（2005年5月7日公開、東映ビデオ）
- 忍 SHINOBI（2005年9月17日公開、松竹） - 柳生剣士 役
- TAKESHIS'（2005年11月5日公開、オフィス北野/松竹） - ガードマン 役
- クラッシャーカズヨシ4（2005年公開） - ダダーシュタイン博士 役
- アキレスと亀（2008年8月28日公開、東京テアトル/オフィス北野） - 警備員 役

### Vシネマ・オリジナルビデオ
- 横浜ばっくれ隊（1994年） - 室岡 役
- ハイスクール仁義√3（1994年）
- 横浜ばっくれ隊2 -夏の湘南純愛篇-（1994年） - スキンヘッド軍団 役
- 本気3（1994年） - 銀竜流会組員 役
- 極道華の乱 姐対姐御（1995年）
- 横浜ばっくれ隊3 -純情ゴロマキ死闘篇-（1995年） - 刈谷 役
- パチプロ浪花梁山泊2（1996年） - ホール店員 役
- 静かなるドン9（1996年）
- 黒服伝説（1997年） - 中村 役
- 北野井子プロモーションビデオ（1999年）
- 二代目商店街・熱血編（1999年） - 真田進 役
- 二代目商店街・爆裂編（2000年） - 真田進 役
- デコトラ外伝 男人生夢一路（2000年） - 山田 役
- 北島三郎 芸道40周年記念「約束」（2001年3月1日発売、日本クラウン） - 警官 役
- 外伝 麻雀放浪記（2002年） - 博徒 役

### 舞台
- KATY -Aサインバーの夜-（1995年、青山円形劇場） - 日本映画学校在学中

### CM
- トヨタ自動車「アルテッツァ」（1999年）
- 日清食品「出前一丁」（1999年） - ナレーション
- J-PHONE「ムービー写メール」（2002年3月）
- 明治製菓「パーフェクトプラス」ランチミーティング編（2002年）
- 三菱電機企業広告 セキュリティ編（2004年）
- 株式会社インテリジェンス「企業CM」（2004年）
- 北國銀行（2005年）
- グリコ「ビスコ」（2005年）

### CD
- Love is my life（2000年）アルバム『仮面ライダークウガ ソングコレクション2』に収録 ※なお、作中では未使用となっている。

### イベント
- 『仮面ライダークウガ』 HD特別版発売記念イベント（2001年5月12日、新宿東映）
- 酒井祭「牛、焦がれる」（2001年8月19日、市川市文化会館）
- 『男の隠し味』出版記念イベント 丸谷祭「筆、焦がれる」（2001年12月2日、豊島公会堂）
- MEET THE HEROES サイン会（2002年8月4日、東京ビッグサイト）
- masurao CITY（2003年2月15日、日本青年館）
- 『男の隠し味』連載終了記念イベント 丸谷&美潮祭（2003年4月6日、新宿ロフトプラスワン）